# 压降
压降會縮寫為ΔP，是指流體輸送系統中，二點之間總壓降的差。流體在管路中流動時，會因為管路阻力產生摩擦力，這就是造成压降的原因。摩擦力會將流體的能量轉換為熱能。而熱能無法再轉換為流體的能量，因此依照能量守恆定律，流體的壓力會因此而下降。
流體阻力主要是受流體在管路中的速度以及流體黏度所影響。压降和管路中的摩擦剪力成正比。若管路的表面粗糙度高，或是有許多管道配件、接頭、管道会聚、发散或是转弯等都會影響压降。高流速或是高黏度所造成的压降會較大。低流速的壓降較小，甚至沒有壓降。有時流體中不只一個相，像是用氣壓輸送來輸送固體。此時也需要考慮輸送固體產生的摩擦力。

## 應用
在一流體系統中，若有高壓區和低壓區，而也存在路徑讓流體從高壓區到低壓區，流體就會以此方式流動。在不考慮阻流的情形下，若其他條件都相同時，較大的壓差也就代表會有較大的流量。
系統的壓降會影響輸送流體所需要的能量。例如管路系統的管徑若減小，其流速會變快，壓降會變大，因此選用泵的功率就要增大。

## 壓降計算
在流量不變的情形下，系統的壓降和管徑的五次方成反比。因此將管徑減為原來的一半，壓降會變原來的{\displaystyle 2^{5}=32}倍（例如，從2 psi到64 psi）。
管路中的壓降和其長度成正比，因此，若流量不變，管路長度加倍，其壓降就加倍。管路的附件（像是彎管或是T型管）對壓降的影響比直的管路要大。目前已有許多的公式可以計算考慮附件影響後的等效管路長度。
有些閥門廠商會提供流量係數，一般會稱為Cv或Kv。流體係數會說明特定閥門的流速、流體比重和壓降之間的關係。
以下是二個計算差降的經驗公式：
- 達西–威斯巴哈方程式（計算管路中的壓降）
- 泊肃叶定律